# Eidechsspitze
Die Eidechsspitze, meist nur der Hegedex genannt, ist ein 2738 m hoher Berg in den Pfunderer Bergen, einer Untergruppe der südlichen Zillertaler Alpen in Südtirol.

## Lage und Umgebung
Der Hegedex ragt frei in dem das Pfunderer Tal ostseitig begrenzenden Kamm auf und dominiert den Anblick des Pustertals von der Brixner Gegend aus. Gegen Westen bricht er mit einer breiten, steilen Flanke ins Pfunderer Tal ab, südseitig sind ihm der Vorgipfel des Altbergs (2385 m) und die Siedlungsterrasse von Terenten vorgelagert. Ostseitig wird der Gebirgsstock vom kurzen Terner Tal (auch Terentental) begrenzt.

## Alpinismus
Der Hegedex ist durch zwei markierte, unschwierige Wanderwege erreichbar, die sich knapp unter dem Gipfelaufbau vereinen und diesen über den Ostgrat erreichen. Als Ausgangspunkte für den Gipfelanstieg dienen dabei entweder das Dorf Terenten (1210 m) oder die Tiefrastenhütte (2312 m). 
Im Winter ist der Berg auch ein Ziel für Skitourengeher. Bekanntheit erlangte die Abfahrt Heini Holzers und Helmut Vitrolers über die Westflanke im Jahr 1975.

## Etymologie
Im Jahr 1336 wird der Berg als spiz des Egedaechs benannt, 1474 als der spitz des Egdeachs. Ab dem Jahr 1840 ist die Form Eidechsspitze dokumentiert.
Wieso der Berg den Namen eines Reptils trägt (Hegedex ist das Tiroler Dialektwort für Eidechse) ist unklar. Egon Kühebacher postuliert ein häufiges Vorkommen der Tiere auf den besonnten Südhängen. Andere Vermutungen bringen den Namen Hegedex mit der Sage, die auf dem Berg den Sitz eines Hexenmeisters verortet, in Zusammenhang.